# Станислав Галић
Станислав Галић (Бања Лука, 12. март 1943) бивши је генерал и командант Сарајевско-романијског корпуса Војске Републике Српске током рата у Босни и Херцеговини. Осуђен је за терор као злочин против човјечности и убиство као кршење закона и обичаја ратовања, за своју улогу у блокади Сарајева.
Галић је рођен у мјесту Голеши надомак Бања Луке. Прије почетка рата био је официр у Југословенској народној армији. Дана 7. септембра 1992. постао командант Сарајевско-романијског корпуса, на тој позицији је остао до 10. августа 1994. године када га на тој позицији замијенио Драгомир Милошевић.
Година 1998. Хашки трибунал подиже оптужницу против Галића по више тачака. Оптужница је била запечаћена све док Галића није ухапсио британски САС, 20. децембра 1999. године. Суђење је окончано 5. децембра 2003. године са пресудом од 20 година затвора за гранатирање и снајперско дјеловање по Сарајеву. Галић се жалио на пресуду. Жалбено вијеће је 30. новембра 2006. године његову жалбу одбило, а пресуду од 20 година продужило на казну доживотног затвора. Станислав Галић казну издржава у Немачкој.

## Референца
1. ↑  „Prosecutor v. Stanislav Galić judgement” (PDF). International Criminal Tribunal for the former Yugoslavia. 30. 11. 2006.
2. ↑  „Summary of the Appeals Judgement Prosecutor v. Stanislav Galić” (PDF). International Criminal Tribunal for the former Yugoslavia. 12. 11. 2009.